# Maustetytöt
Le Maustetytöt sono un duo musicale finlandese formato nel 2017 dalle sorelle Anna e Kaisa Karjalainen.

## Storia
Originarie di Vaala, il duo, il cui nome è un ironico omaggio alle Spice Girls, si sono trasferite a Kallio, un sobborgo di Helsinki, per avviare la loro carriera musicale. Il loro singolo di debutto, Tein kai lottorivini väärin, è uscito nel febbraio del 2019. Nel corso dell'estate successiva hanno cantato a una quarantina di festival in Finlandia, fra cui il Flow, il Provinssi, il Ruisrock e l'Ilosaarirock.
Ad ottobre il loro album di debutto Kaikki tiet vievät Peltolaan è entrato in vetta alla Suomen virallinen lista, venendo certificato disco d'oro dalla Musiikkituottajat con oltre 10 000 unità vendute a livello nazionale. Agli Emma gaala del 2020, il principale riconoscimento musicale in Finlandia, hanno ottenuto cinque candidature, vincendo due premi per il Gruppo dell'anno e per il Miglior artista rock.
Il secondo album, Eivät enkelitkään ilman siipiä lennä, è uscito a novembre 2020 e ha conquistato il 2º posto della classifica nazionale. Si è distinto per essere stato il disco in vinile più venduto dell'anno in Finlandia.
Nel 2023 hanno fatto un'apparizione nel ruolo di loro stesse nel film di Aki Kaurismäki Foglie al vento, eseguendo il brano Syntynyt suruun ja puettu pettymyksin. Il New York Times le ha definite «un duo moderno e incredibilmente cool».

## Discografia

### Album in studio
- 2019 – Kaikki tiet vievät Peltolaan
- 2020 – Eivät enkelitkään ilman siipiä lennä
- 2023 – Maailman onnellisin kansa

### Singoli
- 2019 – Tein kai lottorivini väärin
- 2019 – Se oli SOS
- 2019 – Viidestoista päivä
- 2019 – Jos mulla ei ois sua, mulla ei ois mitään
- 2020 – Tee se itse
- 2020 – Ne tulivat isäni maalle
- 2022 – Salattu suru
- 2023 – Näkymätön Anna
- 2023 – Ei niin kovin suuri city